# Objet en droit civil français
Pour les articles homonymes, voir Objet.
L'objet est une des quatre notions centrales en droit des contrats français avec la cause, le consentement et la capacité à contracter. Il est déterminant de la validité d'un contrat. Un contrat sans objet ne peut être valable. 
Ainsi, en droit des contrats, l'objet de l'obligation est une des conditions pour sa formation (article 1108 du code civil français). Le contrat ne crée que des obligations et ce sont celles-là qui ont un objet. L'article 1126 du code civil définit l'objet du contrat comme une obligation de faire ou ne pas faire. Le Code civil retenait auparavant l’obligation de donner, mais la réforme de 2016 ne retient pas ce type d’obligation : l’obligation de donner est désormais considérée comme contenue dans l’obligation de faire.
Il convient de distinguer l'objet du contrat de l'objet de l'obligation. L'objet du contrat est l'opération juridique visée dans son ensemble tandis que l'objet de l'obligation est la prestation concrète que doit fournir chacune des parties.
Par exemple dans un contrat de vente d'une maison, l'objet du contrat est la vente et l'objet de l'obligation est d'une part la maison, d'une autre part la somme conclue entre les parties pour cette vente.
Dans un contrat unilatéral, il n'y a qu'un objet. Dans un contrat synallagmatique, il y a deux objets (puisqu'il y a deux obligations).

## L'objet de l'obligation
C'est la prestation promise par le débiteur à ce à quoi il s'est engagé. Cette prestation doit exister, être déterminée ou déterminable et être licite.

### L'obligation portant sur une chose autre que l'argent
Les caractères de l'objet sont les suivants :
- La chose doit être déterminée ou déterminable

D'après l'article 1163 du code civil, toute obligation doit fournir pour objet une chose déterminée quant à son espèce et sa quantité ou au moins, déterminable. La chose peut être déterminée de deux façons :
- - Il peut s'agir d'un corps certain, c'est-à-dire une chose avec une individualité propre, identifiée, décrite au moment de la conclusion du contrat. La propriété de ce corps certain est transférée dès l'échange de consentement.
  - Il peut s'agir d'une chose de genre, c'est-à-dire une chose fongible qui se vend au poids, au compte ou à la mesure. Ce type de chose est donc interchangeable. Parfois on ne peut pas déterminer avec précision la quantité à vendre. On dit donc que l'objet doit être déterminable, c’est-à-dire que les parties doivent fixer dans le contrat des critères objectifs qui permettront ensuite de fixer cette quantité.
- La chose doit exister

Un contrat ne peut pas porter sur un objet qui n'existe pas ou n'existe plus. Dans le cadre d'un contrat aléatoire, l'existence de la chose peut avoir un caractère présent ou futur (art. 1130 du code civil).
- La chose doit être dans le commerce juridique

C'est-à-dire que l'objet doit être licite et moral : Les articles 6 et 1128 du code civil précisent que l'objet doit être conforme à l'ordre public (licite) et aux bonnes mœurs (moral).
La réforme de 2016 réécrit l'article 1128 du code civil qui prohibait toute convention pour les choses hors du commerce. La notion d'extra-commercialité (Res extra commercium) suscite plusieurs interprétations, elle proclame l'indisponibilité du corps humain et concerne aussi les biens périmés, les contrefaçons, les fichiers contenant des données personnelles ou des clientèles civiles.
- La chose doit être possible

L'objet doit pouvoir être exécuté, ce qui signifie que s'il est impossible d'exécuter le contrat, il pourra être annulé, en distinguant deux types d'impossibilités :
- - L'impossibilité matérielle : Lorsqu'une pièce n'est plus fabriquée ou une marchandise est frappée d'une interdiction d'exportation. Pour que la nullité soit prononcée, il faut que l'impossibilité soit absolue, c’est-à-dire qu'elle est impossible pour tout débiteur. Toute personne ne pourrait la réaliser.
  - L'impossibilité relative : Le contrat reste valable ; l'impossibilité est relative lorsqu'il n'y a que le débiteur lui-même incapable de fournir la prestation. Dans ce cas-là, le débiteur engagera sa responsabilité contractuelle, c’est-à-dire qu'il sera tenu de verser des dommages et intérêts.

### L'obligation de payer une somme d'argent
L'article 1129 du code civil requiert que la prestation soit déterminée ou déterminable précisément pour éviter plus tard des situations contentieuses. Un contrat dont la prestation ne serait pas déterminée ou déterminable par une formule précise inscrite au contrat serait illicite et nulle. Ceci est pour empêcher la prolifération de contrats qui parlent pour ne rien dire et qui sont dès leur formation une source de litige sinon impossible du moins difficile à trancher et donc contraire aux principes élémentaux gouvernant l'ordre public.
Parfois la loi prévoit la détermination du prix. Par exemple, en vertu de l'article 1591 du code civil, la vente doit prévoir dès l'origine un prix déterminé ou déterminable. À l'inverse, cette détermination de prix n'est pas exigée dans certains contrats tels que le contrat d'entreprise ou le contrat de mandat. En effet les prestations humaines sont difficiles à estimer.
L'existence du prix doit être suffisamment sérieux, s'il est dérisoire le contrat sera annulé.
Problématique des contrats-cadre
Les contrats-cadre ont posé un problème concernant la détermination du prix lors de leur création sur le territoire français. La stipulation « selon les tarifs en vigueur » risquait de déséquilibrer le contrat entre les parties. Une jurisprudence de 1970 a rappelé que le prix des ventes futures devait être déterminé ou déterminable en se fondant sur l'article 1129. En 1995, un arrêt de l'Assemblée plénière a opéré un revirement de jurisprudence en considérant que dans les contrats-cadre, le prix des ventes à venir n'a pas à être déterminé ou déterminable à l'origine. Seule la fixation abusive du prix peut donner lieu à des dommages et intérêt et/ou à la résiliation du contrat. De plus, il a été considéré que l'article 1129 n'était pas applicable à la détermination du prix.

### L'obligation de faire ou ne pas faire quelque chose
Dans ce type d'obligation les caractères de la prestation sont les suivants :
- La prestation doit être déterminée (art. 1129 du code civil)

Le contrat doit préciser la nature de la prestation et éventuellement sa durée.
- La prestation doit être possible

L'adage dit qu'« à l'impossible nul n'est tenu ». Cette impossibilité doit être absolue.
- La prestation doit être licite (art. 1128 du code civil)

Nul ne peut s'engager à une prestation contraire à l'ordre public et aux bonnes mœurs en vertu de l'article 6 du code civil. Les contrats perpétuels sont prohibés.

## L'objet du contrat
C'est l'opération juridique considérée dans sa globalité.

### L'équilibre de l'opération contractuelle: la lésion
La lésion est un déséquilibre économique qui frappe dès l'origine les prestations respectives des parties. À l'origine en 1804, la lésion ne pouvait annuler un acte du fait de la volonté réciproque. De nos jours, elle est devenue source de nullité dans certains cas tel que le prévoit l'article 1118 du code civil :
- pour protéger certaines personnes telles que les mineurs non émancipés (article 1305 du code civil) et les majeurs incapables (article 491-2 du code civil).
- pour certains types de contrats tels que le contrat de vente d'engrais, le contrat de vente d'immeuble (article 1675 du code civil) et le partage (article 1075-3 du code civil).

La lésion doit avoir un caractère exceptionnel. De plus la lésion a un caractère objectif, c'est-à-dire qu'étant donné qu'elle n'est pas un vice du consentement, il n'est pas nécessaire de prouver qu'elle a eu un impact sur le consentement des parties. C'est à celui qui invoque la lésion de la prouver par tous moyens.

### La licéité de l'opération contractuelle
L'ensemble de l'opération contractuelle doit être licite, c'est-à-dire respecter la loi, être conforme à l'ordre public. Est illicite un contrat contenant certaines dispositions contractuelles entraînant un déséquilibre important entre les obligations. La théorie des clauses abusives contenu au sein du droit de la consommation a pour fonction d'éradiquer ces clauses. La sanction de ces clauses est seulement possible dans les contrats entre un professionnel et un consommateur. Le principe est que chaque fois qu'une clause rompt l'équilibre contractuel entraînant un déséquilibre important entre les obligations des parties, alors cette clause sera réputée non écrite. Le décret du 24 mars 1978 dresse la liste des clauses abusives.